# 灰岩润楠
灰岩润楠（拉丁学名：Machilus  calcieola），樟科植物。
常绿小乔木。叶为卵状长圆形或椭圆状披针形，两面光亮。果期6月。生于石灰岩山上密林中。产于广西桂林、阳朔、乐业。湖南南部和贵州东部的施秉也产。

## 资料来源
《广西植物志》（第一卷）广西科学技术出版社ISBN 7_80565_427_1/Q.4